# Багдасаров, Андрей Аркадьевич
Андре́й Арка́дьевич Багдаса́ров (Багдасаря́н); арм. Անդրեյ Արկադիի Բաղդասարյան, 1897—1961) — главный гематолог МЗ СССР.

## Биография
Родился 3 (15 февраля) 1897 года в Харькове (ныне Украина). Член РКП(б) с 1918 года. В 1923 году окончил медицинский факультет 2-го ММИ (преобразованный позже во 2-й Московский медицинский институт) и начал работать там же. В 1926 году был направлен заместителем директора во вновь созданный, первый в мире, Институт переливания крови. С 1931 года профессор института. В 1928—1932 годах — был заместителем директора.
С 1932 года директор Центрального института гематологии и переливания крови, заведующий кадрами госпитальной терапии 2-го ММИ.
К 1935 году в Центральном институте под руководством А. А. Багдасарова был разработан ряд способов консервирования крови, в частности, «глюкозо-цитратный» и с использованием «жидкости ИПК». В том же году эти достижения в области трансфузиологии были представлены на Международном конгрессе в Риме, а в 1937 году — в Париже. Впервые в мире внедрённый в широкую лечебную практику, метод переливания консервированной крови явился поворотным пунктом в истории переливания крови.
В послевоенные годы Андрей Аркадьевич приложил большие усилия для дальнейшего развития как трансфузиологии, так и гематологии. Конкретно, была разработана проблема резус-фактора и получила развитие иммуногематология. Начаты также новые исследования по консервированию тканей и костного мозга для трансплантации в клинике, фракционированию белков плазмы с целью получения ценных лечебных препаратов крови.
При активном содействии А. А. Багдасарова, на базе организованной ещё в 1927 году гематологической клиники Центрального института, были продолжены углубленные исследования по расшифровке этиопатогенеза, оптимизации диагностики и лечения, а также морфологическим аспектам разных форм анемий, лейкозов и геморрагических диатезов (Х. Х. Владос, М. С. Дульцин, М. О. Раушенбах, Н. М. Неменова, М. П. Хохлова, Г. В. Осечинская, Ф. Э. Файнштейн и др.).
Главный гематолог МЗ СССР. Действительный член АМН СССР (1957), член-корреспондент с (1945 года). Доктор медицинских наук.
Скончался в 1961 году. Похоронен в Москве на Новодевичьем кладбище (участок № 8).

## Основные труды

Могила Багдасарова на Новодевичьем кладбище Москвы.

### Исследования
Исследования посвящены внутренней медицине, гематологии и переливанию крови. Им разрабатываются показания к переливанию крови, методы длительного консервирования крови, приготовления и применения кровезаменителей; изучаются процессы кровотворения при ряде заболеваний (при раке, гипертонической болезни, хронической лучевой болезни).

### Сочинения
- Переливание крови. — М.; Л., 1939.
- Гемотерапия в клинике внутренних болезней. — М., 1952. (Совм. с М. С. Дульциным)
- Состояние кроветворной системы у больных, подвергающихся резекции желудка // «Проблемы гематологии и переливания крови». — 1956. — Т. 1. — № 5. (Совм. с др.)
- Кроветворение при раковой болезни // «Терапевтический архив». — 1956. — № 3 (Совм. с др.)
- Применение лейкоцитарной массы при лечении хронической лучевой болезни // ««Клиническая медицина». — 1955. — № 6 (Совм. с др.)

Труды посвящены исследованию методов лечения переливаниями крови язвенных болезней, лучевых болезней и белокровия.

## Награды и премии
- орден Ленина
- два ордена Красной Звезды
- медали
- Сталинская премия третьей степени (1946) — за разработку метода получения сухой плазмы и сухой сыворотки крови, получивших широкое применение в медицинской практике, особенно во фронтовых лечебных учреждениях
- Сталинская премия второй степени (1952) — за разработку новых методов консервирования крови и получения её лечебных препаратов
- заслуженный деятель науки РСФСР (1963)